# Castelnou (kommunhuvudort)
Castelnou är en kommunhuvudort i Spanien.   Den ligger i provinsen Provincia de Teruel och regionen Aragonien, i den östra delen av landet, 290 km öster om huvudstaden Madrid. Castelnou ligger 194 meter över havet och antalet invånare är 110.
Terrängen runt Castelnou är lite kuperad. Runt Castelnou är det mycket glesbefolkat, med 7 invånare per kvadratkilometer. Närmaste större samhälle är Samper de Calanda, 4,8 km söder om Castelnou. Trakten runt Castelnou består till största delen av jordbruksmark.